# Kabblekeblomfluga
Kabblekeblomfluga (Cheilosia fraterna) är en tvåvingeart som först beskrevs av Johann Wilhelm Meigen 1830.  Kabblekeblomfluga ingår i släktet örtblomflugor, och familjen blomflugor. Arten är reproducerande i Sverige. Inga underarter finns listade i Catalogue of Life.